# P2O5 (Band)
P2O5 war eine deutsche Hardrock-Band mit psychedelischen Einflüssen.

## Geschichte
P2O5 wurde 1970 in Wendelstein von Wolfgang Burkhard, Rainer Häuser, Helmut Hiebel und Edwin Lotter gegründet. Die Bandmitglieder waren ehemalige Klassenkameraden. Der Bandname rührte aus ihrem Chemieunterricht in der Veit-Stoß-Realschule in Nürnberg und ist die Summenformel für das Trocknungsmittel Phosphorpentoxid. Stilistische Einflüsse sind einer Einschätzung des Labels Ohrwaschl Records zufolge bei Pink Floyd und Black Widow zu suchen. Zunächst traten P2O5 im Nürnberger Raum auf, wo sie mit ihrer Bühnenshow (brennende Fackeln, Marmorkreuz, Kostüme) eine große Popularität erreichten. 1971 spielten sie auf einem Konzert für UNICEF, und 1974 gewannen sie einen zweiten Platz bei einem Live-Wettbewerb des Südwestfunks in Baden-Baden. Der Sänger Werner Weiss kam 1977 zur Band. Mit ihm wurde die LP Vivat Progressio – Pereat Mundus eingespielt, die im November des folgenden Jahres erschien.
Innerhalb der Band gab es mehrere Umbesetzungen. 1972 verließ der Gitarrist Rainer Häuser die Band, um aber im Jahr 1975 für kurze Zeit wiederzukommen. In der Zwischenzeit wurde er von Konny Hempel ersetzt. Der Keyboarder Wolfgang Burkhard ging 1980, was eine hohe Fluktuation verursachte und schließlich zur Auflösung der Band im Jahr 1982 führte.

## Diskografie
- 1978: Vivat Progressio – Pereat Mundus (LP, Brutkasten)
- 1993: P2O5 (CD, Ohrwaschl Records, enthält Titel aus den Jahren 1975 und 1976)
- 2004: Vivat Progressio – Pereat Mundus (Wiederauflage-LP, Amber Soundroom)
- 2007: Vivat Progressio – Pereat Mundus (CD + 2 bisher unveröffentlichte Bonustracks, Garden of Delights)
- 2018: Vivat Progressio – Pereat Mundus (Wiederauflage-LP, Golden Pavilion Records, La Pelote Records, Portugal), auch als Farbpressung veröffentlicht